# 2017-es U19-es labdarúgó-Európa-bajnokság
A 2017-es U19-es labdarúgó-Európa-bajnokságot Grúziában rendezték július 2. és 15. között, 8 csapat részvételével. A címvédő Franciaország volt. A tornán az 1998. január 1-je után született játékosok vehettek részt. Az Európa-bajnoki címet története során először Anglia nyerte.

## Résztvevők
| Nemzet      | Részvételi jog      | Korábbi részvételek száma (2002 óta) | Legutóbbi részvétel | Legjobb helyezés                   |
| ----------- | ------------------- | ------------------------------------ | ------------------- | ---------------------------------- |
| Grúzia      | Rendező             | 1                                    | 2013                | Csoportkör: 2013                   |
| Hollandia   | 1. csoport, győztes | 4                                    | 2016                | Csoportkör: 2010, 2013, 2015, 2016 |
| Németország | 2. csoport, győztes | 8                                    | 2016                | Győztes: 2008, 2014                |
| Anglia      | 3. csoport, győztes | 8                                    | 2016                | Döntős: 2005, 2009                 |
| Portugália  | 4. csoport, győztes | 8                                    | 2016                | Döntős: 2003, 2014                 |
| Bulgária    | 5. csoport, győztes | 2                                    | 2014                | Csoportkör: 2008, 2014             |
| Csehország  | 6. csoport, győztes | 4                                    | 2011                | Döntős: 2011                       |
| Svédország  | 7. csoport, győztes | 0                                    | –                   | –                                  |

## Csoportkör

### A csoport
| Hely. | Csapat         | M | Gy | D | V | G+ | G– | Gk | P | Továbbjutás              |
| ----- | -------------- | - | -- | - | - | -- | -- | -- | - | ------------------------ |
| 1.    | Portugália (A) | 3 | 2  | 1 | 0 | 5  | 3  | +2 | 7 | Egyenes kieséses szakasz |
| 2.    | Csehország (A) | 3 | 2  | 0 | 1 | 5  | 3  | +2 | 6 | Egyenes kieséses szakasz |
| 3.    | Grúzia (H, E)  | 3 | 1  | 0 | 2 | 2  | 4  | −2 | 3 |                          |
| 4.    | Svédország (E) | 3 | 0  | 1 | 2 | 4  | 6  | −2 | 1 |                          |

| 2017. július 2. 17:30 |

| Svédország   | 1–2               | Csehország     |
| ------------ | ----------------- | -------------- |
| Gyökeres 77' | (0–1) Jegyzőkönyv | Turyna 42' 55' |

| Mikheil Meskhi Stadion, Tbiliszi Játékvezető: Szergej Lapocskin (orosz) |

| 2017. július 2. 20:00 |

| Grúzia | 0–1               | Portugália               |
| ------ | ----------------- | ------------------------ |
|        | (0–0) Jegyzőkönyv | Rui Pedro 66' (11-esből) |

| Tengiz Burjanadze Stadion, Gori Játékvezető: Davide Massa (olasz) |

| 2017. július 5. 17:30 |

| Grúzia                        | 2–1               | Svédország   |
| ----------------------------- | ----------------- | ------------ |
| Kokhreidze 3' Csakvetadze 31' | (2–0) Jegyzőkönyv | Gyökeres 47' |

| Mikheil Meskhi Stadion, Tbiliszi Játékvezető: Srdjan Jovanović (szerb) |

| 2017. július 5. 20:00 |

| Csehország   | 1–2               | Portugália            |
| ------------ | ----------------- | --------------------- |
| Graiciar 40' | (1–1) Jegyzőkönyv | Djú 35' Rui Pedro 74' |

| David Petriashvili Stadion, Tbiliszi Játékvezető: Ali Palabiyik (török) |

| 2017. július 8. 20:00 |

| Csehország                | 2–0               | Grúzia |
| ------------------------- | ----------------- | ------ |
| Šašinka 45+1' Havelka 71' | (1–0) Jegyzőkönyv |        |

| Mikheil Meskhi Stadion, Tbiliszi Játékvezető: Mads-Kristoffer Kristoffersen (dán) |

| 2017. július 8. 20:00 |

| Portugália                          | 2–2               | Svédország                |
| ----------------------------------- | ----------------- | ------------------------- |
| Leão 70' João Filipe 87' (11-esből) | (0–1) Jegyzőkönyv | Gyökeres 43' Karlsson 61' |

| Tengiz Burjanadze Stadion, Gori Játékvezető: Ola Hobber Nilsen (norvég) |

### B csoport
| Hely. | Csapat      | M | Gy | D | V | G+ | G– | Gk | P | Továbbjutás              |
| ----- | ----------- | - | -- | - | - | -- | -- | -- | - | ------------------------ |
| 1.    | Anglia      | 3 | 3  | 0 | 0 | 7  | 1  | +6 | 9 | Egyenes kieséses szakasz |
| 2.    | Hollandia   | 3 | 1  | 1 | 1 | 5  | 3  | +2 | 4 | Egyenes kieséses szakasz |
| 3.    | Németország | 3 | 1  | 0 | 2 | 5  | 8  | −3 | 3 |                          |
| 4.    | Bulgária    | 3 | 0  | 1 | 2 | 1  | 6  | −5 | 1 |                          |

| 2017. július 3. 17:30 |

| Bulgária | 0–2               | Anglia                 |
| -------- | ----------------- | ---------------------- |
|          | (0–1) Jegyzőkönyv | Mount 1' Sessegnon 48' |

| Mikheil Meskhi Stadion, Tbiliszi Játékvezető: Ola Hobber Nilsen (norvég) |

| 2017. július 3. 20:00 |

| Németország | 1–4               | Hollandia                    |
| ----------- | ----------------- | ---------------------------- |
| Barkok 46'  | (0–0) Jegyzőkönyv | Piroe 49' 65' 79' Grot 90+1' |

| David Petriashvili Stadion, Tbiliszi Játékvezető: Mads-Kristoffer Kristoffersen (dán) |

| 2017. július 6. 17:30 |

| Anglia       | 1–0               | Hollandia |
| ------------ | ----------------- | --------- |
| Brereton 84' | (0–0) Jegyzőkönyv |           |

| Mikheil Meskhi Stadion, Tbiliszi Játékvezető: Davide Massa (olasz) |

| 2017. július 6. 20:00 |

| Németország                                           | 3–0               | Bulgária |
| ----------------------------------------------------- | ----------------- | -------- |
| Amenyido 10' Gül 19' (11-esből) Friede 54' (11-esből) | (2–0) Jegyzőkönyv |          |

| Tengiz Burjanadze Stadion, Gori Játékvezető: Szergej Lapocskin (orosz) |

| 2017. július 9. 20:00 |

| Anglia                                        | 4–1               | Németország     |
| --------------------------------------------- | ----------------- | --------------- |
| Brereton 52' 64' (11-esből) Sessegnon 81' 85' | (0–0) Jegyzőkönyv | Warschewski 76' |

| David Petriashvili Stadion, Tbiliszi Játékvezető: Ali Palabiyik (török) |

| 2017. július 9. 20:00 |

| Hollandia   | 1–1               | Bulgária  |
| ----------- | ----------------- | --------- |
| Kongolo 51' | (0–0) Jegyzőkönyv | Rusev 55' |

| Tengiz Burjanadze Stadion, Gori Játékvezető: Srdjan Jovanović (szerb) |

## Egyenes kieséses szakasz
|  |            |            |           |            |   |            |            |       |
|  | Elődöntők  | Elődöntők  | Elődöntők |            |   | Döntő      | Döntő      | Döntő |
|  | Elődöntők  | Elődöntők  | Elődöntők |            |   | Döntő      | Döntő      | Döntő |
|  | július 12. |            |           |            |   |            |            |       |
|  |            |            |           |            |   |            |            |       |
|  | A1         | Portugália | 1         |            |   |            |            |       |
|  | A1         | Portugália | 1         | július 15. |   |            |            |       |
|  | B2         | Hollandia  | 0         |            |   |            |            |       |
|  | B2         | Hollandia  | 0         |            |   | Portugália | Portugália | 1     |
|  | július 12. |            |           |            |   | Portugália | Portugália | 1     |
|  |            |            | Anglia    | Anglia     | 2 |            |            |       |
|  | B1         | Anglia     | Anglia    | Anglia     | 2 | 1          |            |       |
|  | B1         | Anglia     |           |            |   |            |            |       |
|  | A2         | Csehország | 0         |            |   |            |            |       |
|  | A2         | Csehország | 0         |            |   |            |            |       |
|  |            |            |           |            |   |            |            |       |

### Elődöntők
| 2017. július 12. 17:00 |

| Portugália    | 1–0               | Hollandia |
| ------------- | ----------------- | --------- |
| Fernandes 24' | (1–0) Jegyzőkönyv |           |

| David Petriashvili Stadion, Tbiliszi Játékvezető: Davide Massa (olasz) |

| 2017. július 12. 20:00 |

| Anglia       | 1–0               | Csehország |
| ------------ | ----------------- | ---------- |
| Nmecha 90+3' | (0–0) Jegyzőkönyv |            |

| Mikheil Meskhi Stadion, Tbiliszi Játékvezető: Mads-Kristoffer Kristoffersen (dán) |

### Döntő
| 2017. július 15. 20:00 |

| Portugália   | 1–2               | Anglia                 |
| ------------ | ----------------- | ---------------------- |
| Sterling 56' | (0–0) Jegyzőkönyv | Suliman 50' Nmecha 68' |

| Tengiz Burjanadze Stadion, Gori Játékvezető: Srdjan Jovanović (szerb) |

| 2017-es U19-es labdarúgó-Európa-bajnokság bajnoka: |
| -------------------------------------------------- |
| ANGLIA 1. cím                                      |

## Gólszerzők
3 gólos
- Ben Brereton
- Ryan Sessegnon
- Joël Piroe
- Viktor Gyökeres

2 gólos
- Daniel Turyna
- Lukas Nmecha
- Rui Pedro

1 gólos
- Georgi Rusev
- Martin Graiciar
- Libor Holík
- Ondřej Šašinka
- Mason Mount
- Easah Suliman
- Giorgi Csakvetadze
- Giorgi Kokhreidze
- Etienne Amenyido
- Aymen Barkok
- Sidney Friede
- Gökhan Gül
- Tobias Warschewski
- Jay-Roy Grot
- Rodney Kongolo
- Mésaque Djú
- Gedson Fernandes
- João Filipe
- Rafael Leão
- Jesper Karlsson

1 öngól
- Dujon Sterling (Portugália ellen)

Forrás: UEFA.com